# Plante aquatique
Pour le personnage de bande dessinée, voir Plantaquatix.
 (janvier 2009).
Si vous disposez d'ouvrages ou d'articles de référence ou si vous connaissez des sites web de qualité traitant du thème abordé ici, merci de compléter l'article en donnant les références utiles à sa vérifiabilité et en les liant à la section « Notes et références ».

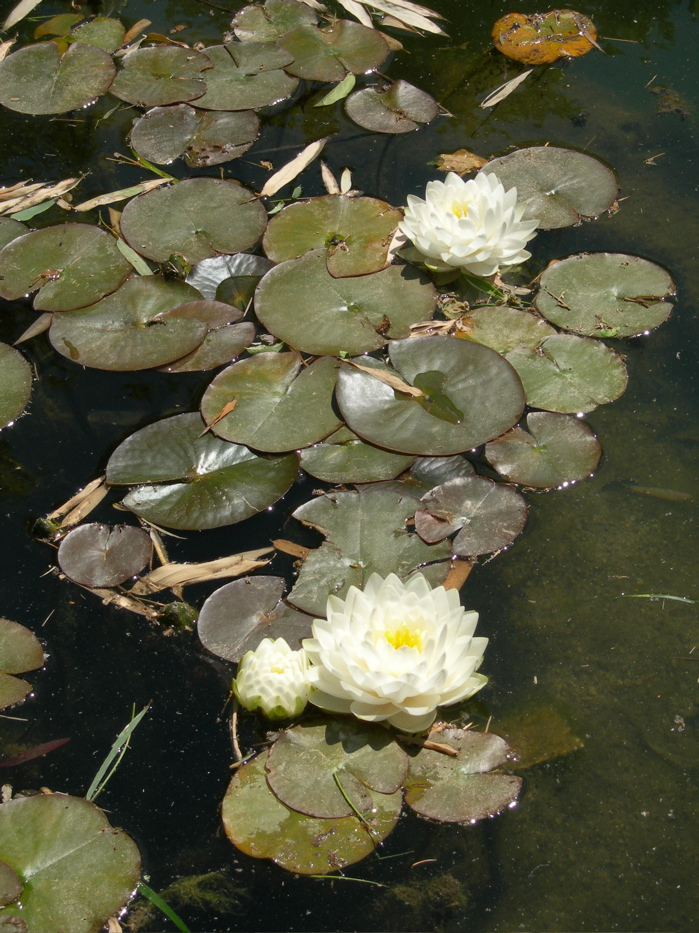
Nénuphars à Anduze, France.

Les plantes aquatiques, ou hydrophytes sont des plantes vasculaires hygrophytes dont la totalité du cycle biologique se réalise dans l'eau ou à sa surface et ne supportent pas l'exondation. On rencontre dans ces différents groupes des plantes totalement immergées, d'autres, les plus nombreuses, partiellement émergées ou à feuilles flottantes.

## Répartition
Le facteur principal qui contrôle la répartition des plantes aquatiques est la disponibilité de l'eau. Cependant, d'autres facteurs peuvent également influencer leur répartition, tels que la disponibilité des nutriments, les perturbations causées par les vagues, le pâturage et la salinité. Certaines plantes aquatiques sont capables de prospérer dans des eaux saumâtres, salines et salées,.

## Évolution
Les plantes aquatiques se sont adaptées à vivre dans l'eau douce ou l'eau salée. Les plantes vasculaires aquatiques sont apparues à plusieurs reprises au sein de différentes familles de plantes, ; elles peuvent être des fougères ou des angiospermes (incluant à la fois les monocotylédones et les dicotylédones). Les seules angiospermes capables de pousser complètement submergées dans l'eau de mer sont les herbiers marins. Des exemples sont présents dans des genres tels que Thalassia et Zostera. L'origine aquatique des angiospermes est soutenue par des preuves montrant que plusieurs des plus anciens fossiles d'angiospermes connus étaient aquatiques. Les plantes aquatiques sont bien dispersées sur le plan phylogénétique parmi les angiospermes, avec au moins 50 origines indépendantes, bien qu'elles représentent moins de 2 % des espèces d'angiospermes. Archaefructus représente l'un des plus anciens et des plus complets fossiles d'angiospermes, datant d'environ 125 millions d'années. Ces plantes nécessitent des adaptations spéciales pour vivre submergées dans l'eau ou flotter à la surface.

## Caractéristiques
Les plantes aquatiques sont portées par la masse d'eau et ne développent pas de tissus de soutien. Elles s’affaissent donc dès qu’on les sort de l’eau et supportent très mal l’exondation. Leurs graines sont généralement dispersées par hydrochorie ou zoochorie.
On distingue généralement trois différents groupes de plantes vasculaires aquatiques :
- les plantes fixées à feuilles flottantes (ex. nénuphars),
- les plantes fixées à feuilles submergées (ex. élodée du Canada),
- les plantes libres ou pleustophytes, à feuilles flottantes (ex. lentilles d'eau) ou nageantes (ex. cératophylles).

### Confusions
Il ne faut pas confondre les plantes aquatiques avec les algues, ces dernières étant dépourvues de véritables feuilles, tiges et racines.
On ne doit pas non plus confondre les plantes aquatiques avec les plantes amphibies, qui conservent un port érigé même en cas d’exondation, grâce à leurs tissus de soutien et sont parfois susceptibles de coloniser des profondeurs importantes : jusqu’à trois mètres pour le jonc des chaisiers.
Au nombre des plantes amphibies, qui vivent une partie majoritaire de l’année les pieds dans l’eau et la tête à l’air libre, on recense certaines espèces de roseaux, massettes, rubaniers, glycéries, cressons, laîches, etc.
De nombreuses plantes des milieux humides supportent une très courte inondation et/ou ont le bas de leur tige dans l'eau. Cependant, elles ne sont pas capables de survivre à une inondation prolongée et ne peuvent donc être qualifiées sensu stricto d'aquatiques.

## Modes de vie
Leur adaptation au milieu aquatique est variable et s'observe tant sur l'appareil végétatif : présence de tissus permettant la flottaison (aérenchymes), adaptation morphologique au courant (via la production de feuilles filiformes ou linéaires allongées), que sur l'appareil reproducteur. Certaines espèces (nénuphars par exemple) produisent des rhizomes qui constituent une réserve d'énergie pour la saison suivante.
On rencontre dans ces différents groupes des plantes totalement immergées, d'autres, les plus nombreuses, partiellement émergées ou à feuilles flottantes.
Elles sont généralement fixées au fond l'eau et plus rarement sur un substrat dur (bois immergé, roche, étant alors parfois encroutantes).
Quelques-unes sont libres, dérivant entre deux eaux ou flottant en surface (lentille d'eau par exemple).
Très peu de plantes vasculaires sont réellement hydrogames (dont la fécondation se déroule dans l'eau) : la plupart d'entre elles portent leurs fleurs à la surface et leur fécondation est plus souvent réalisée par le vent (plantes anémogames, en général à fleurs dépourvues de pétales) ou par les insectes (plantes entomogames).

## Milieux de vie
Les milieux qui accueillent ces plantes sont variés, eau douce ou eau salée ou saumâtre, eau plus ou moins stagnante ou courante, température plus ou moins élevée... Il s'agit notamment de lacs, d'étangs, de mares, de cours d'eau, de deltas et d'estuaires ou de lagunes... Les plantes dans le milieu aquatique marin sont le plus souvent nommées phanérogames marins.

### Échanges avec le milieu aquatique
Pour croître sous la surface de l'eau, les plantes aquatiques procèdent à une respiration cellulaire : elles absorbent du dioxygène et rejettent du dioxyde de carbone.
Par ailleurs, la photosynthèse est également un phénomène à prendre en compte.

## Conservation et contrôle des populations
Les macrophytes aquatiques (végétaux aquatiques visibles à l'œil nu) semblent en régression depuis un siècle au moins, mais on connait mal les espèces qui vivaient par exemple dans les lacs et cours d'eau il y a plusieurs siècles, même si l'étude des pollens piégés par les sédiments (palynologie) et des macrofossiles récents peut nous y aider.

### Plantes aquatiques exotiques envahissantes en France métropolitaine
Comme certaines plantes terrestres, quelques plantes aquatiques importées en Europe ont fini par devenir invasives notamment en France.
- Le myriophylle du Brésil - Myriophyllum aquaticum (Vell.) Verd
- Les élodées - Elodea canadensis Michaux - Elodea nuttallii (Planchon) St. John - Elodea callitrichoides (L.C.M. Rich.) Caspary
- Le lagarosiphon - Lagarosiphon major Ridley Moss.
- Certaines lentilles d'eau (genre Lemna) :
  - la lentille d'eau minuscule - Lemna minuta Humb., Bonpl. et Kunth.
  - la lentille d'eau rouge - Lemna turionifera Landolt
- L'azola fausse-fougère - Azolla filiculoides Lam.
- L'égéria - Egeria densa Planchon
- Les jussies (genre Ludwigia) qui sont en fait des plantes amphibies et non des plantes aquatiques stricto sensu.

La plupart de ces espèces ont été introduites dans le milieu naturel à la suite de la vidange d'aquariums.

## Utilisation par les humains

### Alimentation
Probablement depuis la préhistoire, certaines plantes aquatiques ont été consommées par l'Homme, utilisées sous forme de tubercules, tiges (ex : sommet des tiges d'Alternanthera sessilis en Afrique et Indonésie, comme légume accompagnant le poisson), feuilles (sous forme de brèdes), fleur, graines, éventuellement réduites en farine ou transformées en soupe (cresson par exemple) confiserie.

#### Principales espèces
Le riz (Oryza) est une Poacées domestiquée il y a environ 10 000 ans. C'est la céréale la plus consommée au monde et de très loin la plante aquatique la plus cultivée. D'autres riz sauvages tels que Zizania palustris ou Zizania aquatica étaient ou sont encore  utilisés en Amérique du Nord. Zizania latifolia originaire de Mandchourie présente des bases de tiges hypertrophiées du fait de l'infestation par un champignon « charbon » (Ustilago esculenta) et est consommé comme légume.
Différentes espèces aquatiques sont rarement consommées, notamment pour des raisons sanitaires (Choléra, bilharziose et autres maladies hydriques) (hormis en Asie où quelques espèces de végétaux aquatiques sont encore traditionnellement consommés).
- Le cresson des fontaines (Nasturtium officinale) appartient à la famille des Brassicacées. Il est cultivé pour ses petites feuilles consommées crues ou cuites

On peut notamment citer : 
- La graine de lotus (Nelumbo nucifera) une Nelumbonacée est à la fois ornementale et comestible pour ses graines et ses rhizomes consommés comme légumes.
- La châtaigne d'eau (Trapa natans) et la macre bicorne Trapa bicornis sont de la famille des Lythracées. Leurs fruits sont consommés par cueillette en Europe mais cultivés en Chine. Les graines sont consommées grillées ou bouillies.
- La châtaigne d'eau chinoise (Eleocharis dulcis), Cyperacée, est cultivée pour ses bulbes consommés cuits dans de nombreux pays d'Asie[12].

D'autres plantes aquatiques sont consommées comme :
- aponogeton une Aponogetonacée décorative mais dont les racines et les tubercules sont comestibles après cuisson.
- Des sagittaires, Sagittaria latifolia, Alismatacée dont les tubercules sont comestibles.
- Ipomoea aquatica, Convolvulacée, la patate aquatique est un légume-feuille consommé cuit ou cru de diverses manières (sauté, frit, bouilli ou cuit à la vapeur).
- Le bourgou, Echinochloa stagnina, Poacée; comme alternative aux céréales.
- Nymphea dont les rhizomes sont consommés.
- Le plantain d'eau, (Alisma plantago-aquatica).Alismatacée au goût âcre utilisé plutôt comme plante médicinale mais consommé autrefois.

En Asie, il existe de véritables formes de cultures potagères aquatiques, souvent associées à une pisciculture extensive. la calcination des feuilles de Limnophyton obtusifolium ou de Cyrtosperma permettait aussi de produire du sel. Le goémon pouvait être utilisé pour soigner certains goitres grâce à sa teneur en iode.
Il a été envisagé de cultiver en milieu contrôlé non seulement des algues, mais aussi des plantes aquatiques pour les convertir en protéines alimentaires (avec par exemple, la jacinthe d'eau - Eichhornia crassipes - ).

### Aquariophilie
On peut citer parmi les plus connues du fait de leur utilisation en aquariophilie :
- Les anubias
- Les Ceratophyllum
- Les Cryptocoryne
- Le Microsorum comme le Microsorum pteropus (ou fougère de Java)
- Le Nymphaea alba (une espèce de Nénuphar)
- Les Pistia
- Les rotala
- Les Vallisneria

Les plantes en aquariophilie jouent principalement deux rôles. Premièrement un rôle décoratif, en effet, tout comme un jardin à la différence que celui-ci est aquatique, beaucoup d’aquariophiles utilisent les plantes afin de décorer leur aquarium. Il existe des centaines de variétés différentes de plantes spécialement conçues pour l'aquariophilie. Deuxièmement, les plantes jouent un rôle primordial afin de maintenir un bon écosystème dans l'aquarium. En effet, elles vont se nourrir des déchets organiques (nitrates), fournir de l'oxygène mais aussi lutter contre les algues qui est un problème récurrent en aquariophilie.